# Confederate Breastworks
Confederate Breastworks es una trinchera histórica localizada en Fayetteville, Carolina del Norte (Estados Unidos). Los búnkeres de tierra se encuentran localizados en los terrenos de la administración del hospital de veteranos de Fayetteville detrás del departamento principal. Fueron construidos en marzo de 1865 como parte de la fortificación de Fayetteville por el Ejército de los Estados Confederados para proteger la ciudad de las fuerzas dirigidas por el general William Tecumseh Sherman.
Fue incluido en el  Registro Nacional de Lugares Históricos en 1985.  Está localizado en el Fayetteville Veterans Administration Hospital Historic District.